# Lillslamfluga
Lillslamflugan (Eristalis arbustorum) är en blomfluga som tillhör släktet slamflugor. 

## Kännetecken
Lillslamflugan är en ganska liten korthårig blomfluga med en längd på 9 till 12 millimeter. Hanen har ofta stora gula teckningar på bakkroppen, men storleken kan variera betydligt. Honans bakkropp har betydligt mindre teckningar än hanen och är ibland helt mörk. Andra viktiga detaljer för artbestämningen är att den saknar mittstrimma i ansiktet och har långa hår på antennborstet. Den har delvis mörka bakskenben, gul bakkant på tergiterna och klara vingar.

## Levnadssätt
Lillslamflugan finns i de flesta miljöer men är beroende av fuktiga områden för larvernas utveckling. Man kan se den på korgblommiga och flockblommiga växter men även många andra blommor. Hanen hävdar revir. I Sverige varar flygtiden från maj till september, ibland längre. Larverna utvecklas i näringsrika vattenpölar och liknande, gärna med kogödsel.

## Utbredning
Lillslamflugan är vanlig i hela Norden utom på Island. Den finns i hela palearktis. Den finns även i delar av Nordamerika.

## Etymologi
Arbustorum betyder 'dungarnas' på latin. 